# Damouré Zika
Pour les articles homonymes, voir Zika.
Damouré Zika est un acteur et guérisseur nigérien, de l'ethnie Sorko, né en 1924 et mort le 6 avril 2009. Ami et complice de Jean Rouch, il a joué dans plusieurs des 120 films du réalisateur. Plus qu'un acteur il participe avec Jean Rouch et Lam Ibrahim Dia à la réalisation, la prise de son et aux scénarios de certains films de Jean Rouch.
Son premier rôle était dans Bataille sur le grand fleuve (1950-52). Il tourne ensuite dans Jaguar (1954/1967), Petit à petit (1971), Cocorico Monsieur Poulet (1974) et Madame l'eau (1992).

## Biographie
Damouré Zika naît au sein d'une famille de pêcheurs de l'ethnie Sorko habitant au bord du fleuve Niger. Bien que sa date de naissance ne soit pas certaine, il affirmera par la suite être né en 1924.
Il rencontre Jean Rouch au début des années 1940, alors que Jean Rouch est présent au Niger en tant qu'ingénieur des travaux publics. En 1942, un accident survient sur le chantier alors dirigé par Jean Rouch : plusieurs hommes sont tués par la foudre. Damouré Zika se signale alors auprès de Jean Rouch en lui disant que l'incident doit donner lieu à un rituel organisé par sa grand-mère Kalia pour calmer la colère du génie de la foudre. Jean Rouch assiste alors pour la première fois, fasciné, à un rituel de possession dans le village de Ganghel.
Dès lors, selon un article publié par Le Monde en 2009, « Jean Rouch prend le jeune Nigérien sous sa protection. Il l'impose comme "infirmier bénévole" aux Ponts et Chaussées à Niamey en même temps qu'il en fait un acteur de cinéma à temps partiel ». Dans le documentaire Le Niger, jeune république de Claude Jutra tourné en 1961, Damouré Zika se présente comme agent technique de santé en service à la pharmacie de l'hôpital de Niamey. Claude Jutra commente cette activité en affirmant qu'elle lui permet « d'assumer des responsabilités qui sont à mi-chemin entre celles de l'infirmier et celles du médecin ». Damouré Zika poursuit pendant toute sa vie sa double carrière médicale et cinématographique.
Côté cinéma, il participe à plusieurs films tournés par Jean Rouch en tant qu'acteur et parfois en tant que technicien. Il apparaît pour la première fois à l'écran dans le film Bataille sur le grand fleuve (1951). Il est l'acteur principal des films Jaguar (1967), Petit à petit (1971), Cocorico Monsieur Poulet (1974), Babatou, les trois conseils (1976) ou encore Madame l'Eau (1992) aux côtés de Lam Ibrahim Dia et de Tallou Mouzourane, qui formaient avec Jean Rouch un groupe d'amis inséparables. Toujours avec les mêmes acteurs, il joue en 2002 dans le dernier long métrage de Jean Rouch, Le Rêve plus fort que la mort.
Côté médecine, il s'oriente vers la guérison traditionnelle après avoir appris la médecine occidentale. Un documentaire de Christian Lelong lui est consacré en 2006 : il y présente son activité de guérisseur en se qualifiant d'« infirmier ». Il donne à ses patients des remèdes à base de plantes cueillies en brousse. Son cabinet de consultation est nommé « Centre médical Damouré Zika » et se situe à la sortie de Niamey. Selon un article paru dans le journal Le Monde, « Disponible vingt-quatre heures sur vingt-quatre, sept jours sur sept, il ne faisait pas payer ses consultations aux patients qu'il recevait. Sa salle de consultation tenait davantage du musée personnel que du cabinet médical. Le stéthoscope et le tue-mouches qui pendaient au mur voisinaient avec des photos de lui-même au côté de Jean Rouch ».
En 2006, il déclare dans le documentaire de Christian Lelong, en parlant de lui-même tantôt à la première personne, tantôt à la troisième personne : « Damouré n'a pas le temps de mourir maintenant. Ça viendra après, mais pour le moment j'ai du travail, je n'ai pas le temps de mourir (...). Et même si la mort vient, Damouré se mettra sous la table ! Quand la mort demandera "Où est-il ?" on lui répondra "Il est sorti". Alors, après son départ, Damouré sortira de sous la table et dira "Oh la couillonne, elle est partie !". Voilà ». Malgré cet humour, Damouré Zika meurt le 6 avril 2009 à l'âge d'environ 85 ans. La télévision nigérienne, qui annonce son décès, évoque simplement la cause d'une « longue maladie ».

## Filmographie

### Acteur avec Jean Rouch
- 1951 : Bataille sur le grand fleuve : lui-même
- 1967 : Jaguar : lui-même
- 1971 : Petit à petit : lui-même
- 1973 : L'An 01 : lui-même (courte séquence du film tournée par Jean Rouch au Niger)
- 1973 : VW Voyou : personnages divers
- 1974 : Cocorico Monsieur Poulet : lui-même
- 1976 : Babatou, les trois conseils : un chasseur
- 1984 : Dionysos : lui-même (brève apparition)
- 1988 : Damouré et ses enfants : lui-même
- 1992 : Madame l'eau : lui-même
- 1992 : Damouré parle du sida : lui-même
- 1997 : Moi fatigué debout, moi couché : lui-même
- 2002 : Le Rêve plus fort que la mort : lui-même

### Documentaires
Damouré Zika apparaît également dans des documentaires qui n'ont pas été tournés par Jean Rouch.
- 1961 : Le Niger, jeune république de Claude Jutra. Damouré est interviewé pour parler de la médecine au Niger.
- 2006 : Avec Damouré Zika - Un acteur au pays de nulle part de Christian Lelong. Le documentaire est consacré à l'activité de guérisseur traditionnel de Damouré Zika[3].

### Technicien
- Les Maîtres fous : prise de son
- La Chasse au lion à l'arc : assistant réalisateur
- Cocorico Monsieur Poulet : co-scénariste